# Wołodymyr Walionta
Wołodymyr Hryhorowycz Walionta, ukr. Володимир Григорович Валіонта, ros. Владимир Григорьевич Валионта, Władimir Grigorjewicz Walionta (ur. w 1939 w Kijowie, Ukraińska SRR, zm. 7 grudnia 2001 we Lwowie, Ukraina) – ukraiński piłkarz, grający na pozycji ostatniego obrońcy.

## Kariera piłkarska

### Kariera klubowa
Urodził się w Kijowie, ale po śmierci ojca w 1946 był przesiedlony z mamą i młodszą siostrą do Stanisławowa, dlatego że ich kijowskie mieszkanie w centrum Kijowa spodobało się jednemu z funkcjonariuszy NKWD. Wychowanek DJuSSz Spartak Stanisławów. Karierę piłkarza rozpoczynał w prowincjonalnym amatorskim klubie Chimik Kałusz, który występował w rozgrywkach mistrzostw obwodu oraz Mistrzostw Ukraińskiej SRR spośród drużyn kultury fizycznej. Następnego sezonu już bronił barw Spartaka Stanisławów, gdzie zajął miejsce Iwana Osusskiego, który odszedł do Dinama Moskwa. W 1959 został zawodnikiem SKWO Lwów, który później przyjął nazwę SKA Lwów, gdzie odbywał służbę wojskową. W 1963, kiedy został utworzony klub Karpaty Lwów, razem z Ołeksandrem Filajewym, Jurijem Susłą i Wiktorem Iwaniukem do nowo utworzonego klubu. 27 kwietnia 1963 debiutował w koszulce Karpat w meczu przeciwko Łokomotiwu Czelabińsk, przegranym 0:1. Wtedy w 86 min właśnie strzelił historycznego dla Karpat pierwszego samobója, a klub zaznał pierwszej porażki i puścił pierwszą bramkę. Piłkarz bardzo ostro walczył na boisku, jednak nie otrzymał żadnego żółtego lub czerwonego kartonika, tak jak dotrzymywał reguł gry. Ostatnie pięć lat w klubie pełnił funkcję kapitana drużyny. W 1968 odszedł do SKA Lwów. Zakończył piłkarską karierę w Desnie Czernihów w 1969.

## Życie prywatne
Był żonaty dwa razy. Od pierwszego małżeństwa z Tetianą miał syna Ołeha i córkę Ołenę, a od drugiego małżeństwa z Łesią jeszcze córkę Innę. Tetiana z Ołeną mieszkają na stałe w USA, ale często odwiedzali ojca i byłego męża. W grudniu 2001 po ciężkiej chorobie zmarł we Lwowie.

## Sukcesy i odznaczenia
- tytuł Mistrza Sportu ZSRR: 1967.